# Ally Blake
Ally Blake (* in Queensland, Australien) ist eine australische Autorin, die auf Liebes- und Familienromane spezialisiert ist.

## Leben und Werk
Blake wurde in einer kleinen Stadt im Outback von Queensland geboren. Sie besuchte das St Peters Lutheran College in Brisbane. An der University of Queensland erlangte sie den Bachelor of Arts mit einem Double English Major (Anglistik mit Lehrerlaubnis).
Nach dem College-Abschluss arbeitete sie als professionelle Cheerleaderin bei den Brisbane Broncos und den Gold Coast Rollers. Sie war professionelle Tänzerin für The Footy Show bei Channel 9 in Brisbane. Zwei Jahre lang war sie Secretary der Australian Cinematographers Society in Queensland.
Blake heiratete 2000 in Las Vegas. Sie lebt mit Ehemann und drei Kindern in Melbourne und Brisbane.
2003 erschien Blakes erster Roman The Wedding Wish unter der Marke Mills & Boon des Verlagshauses Harlequin Enterprises. Das Buch wurde vom Fachmagazin Romantic Times 2004 als bestes Debüt ausgezeichnet. Seither erschienen 16 Romane unter den Marken Harlequin Romance und Modern Heat. 2007 wurde Blake für die Leser-Preis HOLT-Medaille  (Honoring Outstanding Literary Talent) für den besten traditionellen Liebesroman 2006 nominiert. Blake hat bisher über 1 Million Bücher in über 25 Ländern verkauft. Sie gestaltet zudem Websites für Autoren von Liebes- und Familienromanen, darunter Liz Fielding, Lucy Gordon und Trish Wylie.

## Werke
Harlequin Romances
- Hired: The Boss's Bride, Oktober  2008
- Falling for the Rebel Heir, März 2008
- Millionaire To The Rescue, Oktober 2007
- Billionaire On Her Doorstep, Juni 2007
- Meant-To-Be Mother, Januar 2007
- Wanted: Outback Wife (Miniserie: Brides of Bella Lucia), Oktober 2006
- A Father In The Making, April 2006
- The Shock Engagement (Miniserie: Office Gossip), November 2005
- Marriage Make-Over, Januar 2005
- Marriage Material, Juni 2004
- The Wedding Wish, Dezember 2003

 Silhouette Romances
- A Mother For His Daughter, Dezember 2006
- How To Marry A Billionaire, November 2006

 Modern Heat (auch Modern Extra Sensual Romances)
- The Magnate's Indecent Proposal, Mai 2008
- Steamy Surrender, September 2007
- Getting Down To Business, April 2007

andere
- Sizzle, Seduce & Simmer, November 2007
- The Barrackers Are Shouting (von Fans des Collingwood Football Club)